# Billio
Billio [biljo] est une commune française située dans le département du Morbihan, en région Bretagne.

## Géographie

### Localisation
| Guéhenno            |        | Cruguel  |
|                     | Billio |          |
| Saint-Jean-Brévelay |        | Plumelec |

Billio est un petit territoire, limité au nord par Guéhenno, à l'ouest par Saint-Jean-Brévelay, au sud par Plumelec, et à l'est par Cruguel. Sa superficie est de 1186 hectares, dont la moitié environ est en landes. Sa constitution est granitique.
Le bourg est à 7 kilomètres de Saint-Jean-Brévelay, à 24 de Ploërmel, et à 28 de Vannes

### Hydrographie
Pour un article plus général, voir Réseau hydrographique du Morbihan.
La commune est située dans le bassin Loire-Bretagne. Elle est drainée par le Sédon, le Lay,,.
Le Sédon, d'une longueur de 17 km km, prend sa source dans la commune de Plumelec et se jette  dans le canal de Nantes à Brest à Saint-Servant, après avoir traversé six communes. 

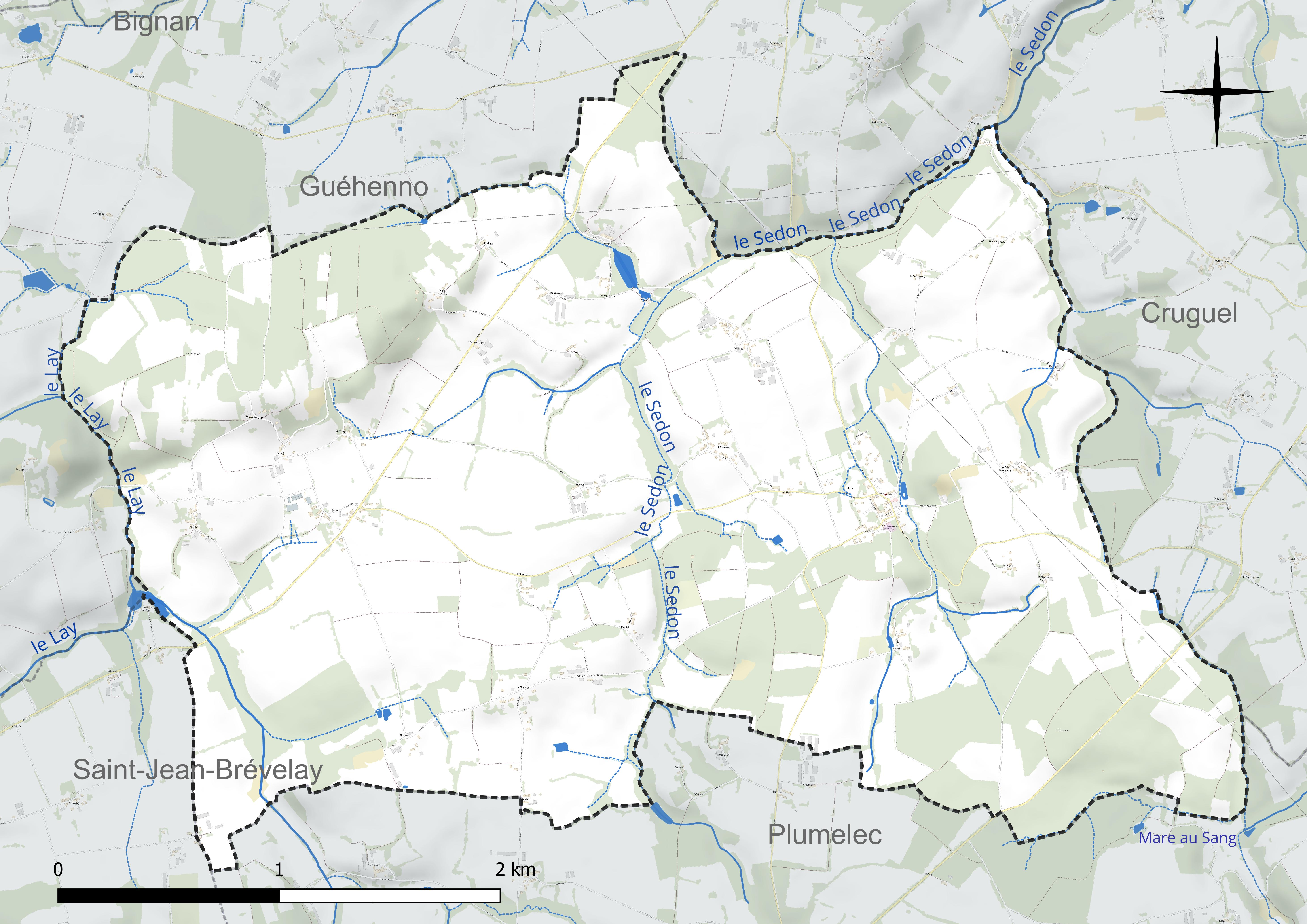
Réseau hydrographique de Billio.

### Climat
Pour des articles plus généraux, voir Climat de la Bretagne et Climat du Morbihan.
En 2010, le climat de la commune est de type climat océanique franc, selon une étude du CNRS s'appuyant sur une série de données couvrant la période 1971-2000. En 2020, Météo-France publie une typologie des climats de la France métropolitaine dans laquelle la commune est exposée à un climat océanique et est dans la région climatique  Bretagne orientale et méridionale, Pays nantais, Vendée, caractérisée par une faible pluviométrie en été et une bonne insolation. Parallèlement l'observatoire de l'environnement en Bretagne publie en 2020 un zonage climatique de la région Bretagne, s'appuyant sur des données de Météo-France de 2009. La commune est, selon ce zonage, dans la zone « Intérieur Est », avec des hivers frais, des étés chauds et des pluies modérées.  
Pour la période 1971-2000, la température annuelle moyenne est de 11,2 °C, avec une amplitude thermique annuelle de 12,3 °C. Le cumul annuel moyen de précipitations est de 934 mm, avec 13,7 jours de précipitations en janvier et 6,7 jours en juillet. Pour la période 1991-2020, la température moyenne annuelle observée sur la station météorologique la plus proche, située sur la commune de Bignan à 11 km à vol d'oiseau, est de 11,8 °C et le cumul annuel moyen de précipitations est de 995,0 mm,. Pour l'avenir, les paramètres climatiques de la commune estimés pour 2050 selon différents scénarios d'émission de gaz à effet de serre sont consultables sur un site dédié publié par Météo-France en novembre 2022.

## Urbanisme

### Typologie
Au 1er janvier 2024, Billio est catégorisée commune rurale à habitat très dispersé, selon la nouvelle grille communale de densité à sept niveaux définie par l'Insee en 2022.
Elle est située hors unité urbaine et hors attraction des villes,.

### Occupation des sols
L'occupation des sols de la commune, telle qu'elle ressort de la base de données européenne d’occupation biophysique des sols Corine Land Cover (CLC), est marquée par l'importance des territoires agricoles (72,9 % en 2018), en augmentation par rapport à 1990 (71,9 %). La répartition détaillée en 2018 est la suivante : 
terres arables (40,9 %), forêts (27,1 %), zones agricoles hétérogènes (22 %), prairies (10 %). L'évolution de l’occupation des sols de la commune et de ses infrastructures peut être observée sur les différentes représentations cartographiques du territoire : la carte de Cassini (XVIIIe siècle), la carte d'état-major (1820-1866) et les cartes ou photos aériennes de l'IGN pour la période actuelle (1950 à aujourd'hui).

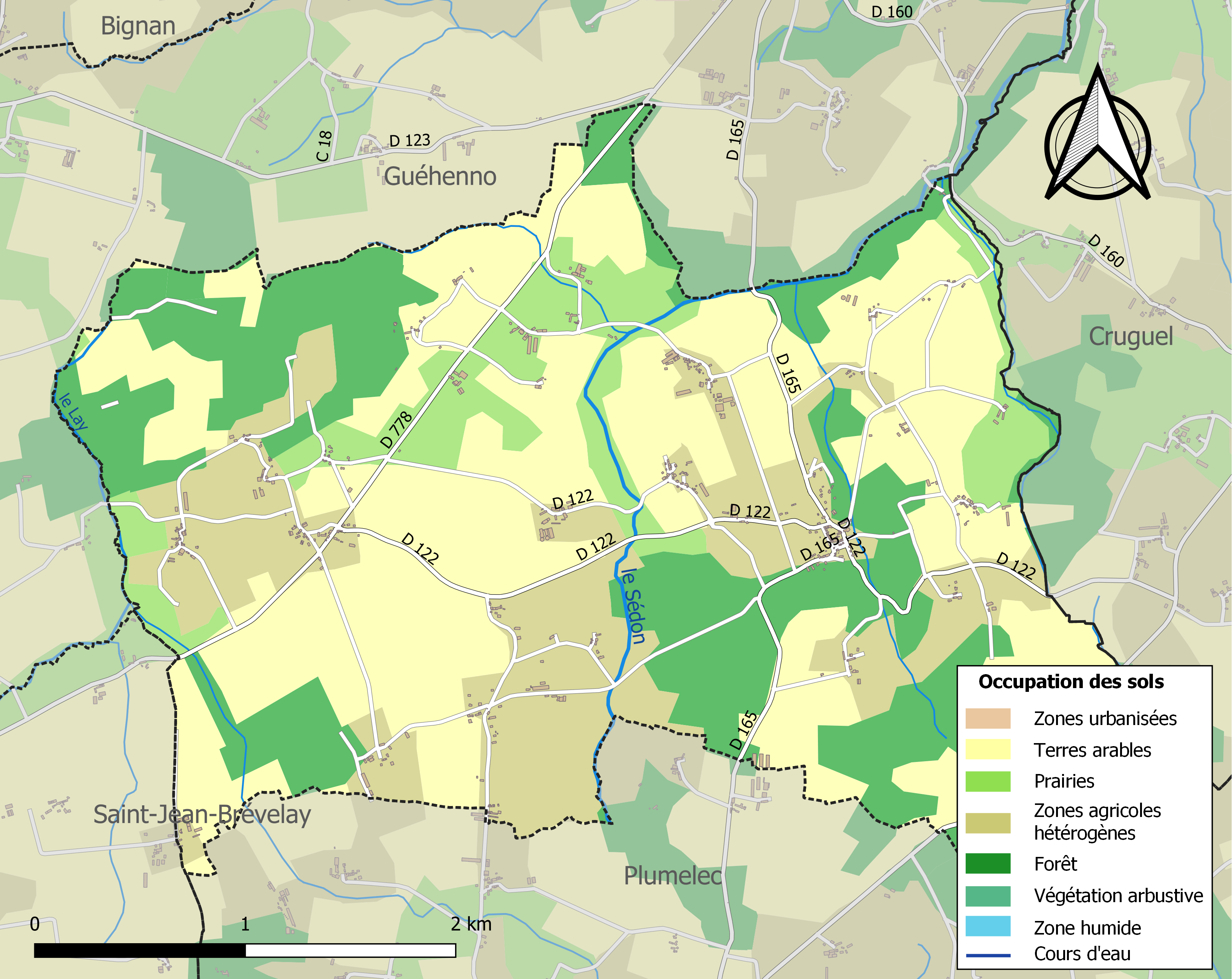
Carte des infrastructures et de l'occupation des sols de la commune en 2018 (CLC).

## Toponymie

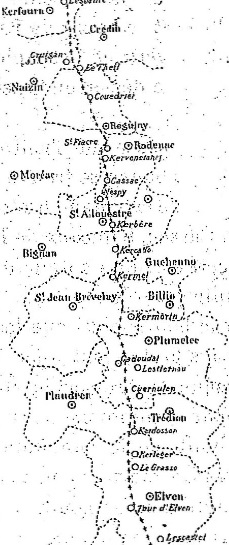
Carte de la limite linguistique entre les langues bretonne et gallèse en 1886 (par Paul Sébillot).

Le nom de la commune est Bilio en gallo et Bilioù en breton. Ce nom vient du mot Bil (ici suffixé en /ow/), qui en ancien breton désigne une hauteur.

## Histoire

### Antiquité
Les Romains y ont laissé une forte empreinte. Au sud du bourg, non loin du presbytère et sur un mamelon, se trouve un retranchement, en forme de parallélogramme, dont les grands côtés ont environ 300 pas ; il est bordé de parapets et entouré de douves. Un autre retranchement, d'une forme singulière et d'une époque indéterminée, commence sur les confins sud-est de ce territoire et se prolonge en Plumelec[réf. souhaitée].
Les Bretons ont pénétré dans ce pays vers le VIe siècle[réf. souhaitée] ; bien que leur langue ne s'y parle plus aujourd'hui, elle y a été commune autrefois, et presque tous les noms de villages sont encore bretons, comme Kergan, Kerjutel, Kerhello, Trévrat, Keruzeau, Kervarin, etc. D'ailleurs la langue bretonne se parle encore à Saint-Jean-Brévelay, qui touche Billio[réf. souhaitée]. 

### Moyen-Âge
Billio doit peut-être son origine à un petit monastère, car son nom était jadis Moustoir-Billiou. Cet établissement, ruiné peut-être par les Vikings, a pu être remplacé par une petite paroisse, à la fin du Xe siècle ou au commencement du XIe. Cette érection parait avoir été faite aux dépens de Guéhenno, et avoir été mise dès le principe sous le patronage de saint Corentin, évêque de Quimper[réf. souhaitée]. 
Billio figure, comme paroisse distincte, dans les titres du chapitre en 1387 et 1422 ; mais avant la fin du XVe siècle il était uni à Cruguel. Il n'y eut désormais, jusqu'à la Révolution, qu'un recteur pour les deux paroisses unies ; mais il y eut, comme par le passé, deux églises paroissiales et deux presbytères. Le recteur s'intitula : « Recteur de Cruguel et de Billio », et sa résidence fut tantôt dans l'un, tantôt dans l'autre des deux presbytères[réf. souhaitée].

### Temps modernes
Plus tard, le recteur se fixa à Cruguel, ne prit plus que le titre de cette paroisse, et confia Billio à un simple curé résident ; dès lors Billio ne fut plus considéré, mais bien à tort, que comme une simple trève.

### LeXIXesiècle
Vers le milieu du XIXe siècle, la population reste majoritairement légitimiste : par exemple en 1850 le journal La Bretagne lance une souscription destinée à offrir au Comte de Chambord deux chevaux bretons ; 43 % des habitants (enfants au berceau inclus) de Billio y souscrivent.
En 1891, la population comprend 594 habitants.

## Politique et administration

### Liste des maires
| Période                                  | Période              | Identité                       | Étiquette | Qualité             |
| ---------------------------------------- | -------------------- | ------------------------------ | --------- | ------------------- |
| 1947                                     | 1983                 | Lucien Hays                    | -         |                     |
| 1983                                     | 1995                 | Pierre de Launay de la Mothaye | DVD       |                     |
| 1995                                     | février 2016 (décès) | François Binoist               | -         | Instructeur ADS-DDE |
| avril 2016                               | En cours             | Jean-Luc Grandin               | -         | Gérant de société   |
| Les données manquantes sont à compléter. |                      |                                |           |                     |

### Résultats électoraux
Lors du deuxième tour de l'élection présidentielle le 24 avril 2022, Billio a été la deuxième commune de la région Bretagne ayant donné le plus fort pourcentage de voix (62,5%) à Marine Le Pen, devancée par Senven-Léhart (65,62 %) et devant Landébia (61,45 %).

## Démographie
L'évolution du nombre d'habitants est connue à travers les recensements de la population effectués dans la commune depuis 1793. Pour les communes de moins de 10 000 habitants, une enquête de recensement portant sur toute la population est réalisée tous les cinq ans, les populations de référence des années intermédiaires étant quant à elles estimées par interpolation ou extrapolation. Pour la commune, le premier recensement exhaustif entrant dans le cadre du nouveau dispositif a été réalisé en 2004.

En 2022, la commune comptait 324 habitants, en évolution de −10,25 % par rapport à 2016 (Morbihan : +3,82 %, France hors Mayotte : +2,11 %).
| 1793 | 1800 | 1806 | 1821 | 1831 | 1836 | 1841 | 1846 | 1851 |
| ---- | ---- | ---- | ---- | ---- | ---- | ---- | ---- | ---- |
| 430  | 326  | 432  | 472  | 528  | 486  | 506  | 530  | 502  |

| 1856 | 1861 | 1866 | 1872 | 1876 | 1881 | 1886 | 1891 | 1896 |
| ---- | ---- | ---- | ---- | ---- | ---- | ---- | ---- | ---- |
| 522  | 543  | 545  | 569  | 540  | 600  | 580  | 594  | 570  |

| 1901 | 1906 | 1911 | 1921 | 1926 | 1931 | 1936 | 1946 | 1954 |
| ---- | ---- | ---- | ---- | ---- | ---- | ---- | ---- | ---- |
| 561  | 582  | 595  | 575  | 582  | 585  | 576  | 516  | 510  |

| 1962 | 1968 | 1975 | 1982 | 1990 | 1999 | 2004 | 2006 | 2009 |
| ---- | ---- | ---- | ---- | ---- | ---- | ---- | ---- | ---- |
| 473  | 457  | 441  | 437  | 366  | 351  | 339  | 338  | 390  |

| 2014 | 2019 | 2022 | - | - | - | - | - | - |
| ---- | ---- | ---- | - | - | - | - | - | - |
| 368  | 336  | 324  | - | - | - | - | - | - |

## Lieux et monuments
- Église Notre-Dame.